# Nova TV (Kroatien)
Nova TV ist ein privater kroatischer Fernsehsender in vollständigem Besitz der United Group. Seinen Sitz hat der Sender in der kroatischen Hauptstadt Zagreb.

## Geschichte
Nova TV nahm den Sendebetrieb am 28. Mai 2000 als erster privater Sender Kroatiens mit einer nationalen Lizenz auf (bereits vorher gab es regionale Privatsender wie beispielsweise Otvorena Televizija (OTV) in der Region Zagreb) und erreichte insbesondere durch importierte Unterhaltungsformate (Reality-Shows, amerikanische Serien) recht schnell sehr hohe Einschaltquoten. Hauptkonkurrenten auf dem kroatischen Fernsehmarkt sind neben den öffentlich-rechtlichen Programmen des HRT vor allem die regionalen Privatsender und seit 2004 RTL Televizija.
Nova TV gehörte ursprünglich zu Central European Media Enterprises (CME). Diese verkaufte ihr kroatisches Geschäft 2018 für 86,4 Millionen Euro an die niederländisch-serbische United Group. CME übernahm jedoch 2022 RTL Televizija von der RTL Group und ist damit nun wichtigster Konkurrent seines ehemaligen Tochtersenders.

## Programm
Bei Nova TV handelt es sich um einen Sender mit Vollprogramm bei starker Gewichtung auf Unterhaltungsformate. Neben einigen selbst produzierten Serien setzt der Sender vor allem auf lateinamerikanische Telenovelas, Serien aus den USA sowie importierte Showkonzepte (American Idol – Hrvatski Idol) und Reality-Shows.
Sendungen mit hohen Einschaltquoten sind die tägliche Nachrichten-Show Dnevnik Nove TV sowie gelegentliche Liveübertragungen von Sportereignissen.

### Eigenproduktionen

#### Nachrichten/Magazine
- Dnevnik Nove TV (2000–)
- Red Carpet (2003–2012)
- Bijele udovice (2004–2009)
- Hrvatski Idol (2005–2006)
- Nad lipom 35 (2006–)
- Provjereno (2007–)
- Farma (2008–)
- IN magazin (2009–)
- Ne zaboravi stihove (2008–2009)
- MasterChef Hrvatska (2011–)

#### (Drama-)Serien
- Hitna 94 (2008)
- Stella (2013)

#### Krimiserien
- Balkan Inc. (2006)

#### Sitcoms
- Bumerang (2005–2006)
- Naša mala klinika (2004–2007)
- Cimmer fraj (2007–2008)
- Zauvijek susjedi (2007–2008)
- Bračne vode (2008–2009)
- Periferija city (2010)
- Ah, taj Ivo! (2012)
- Kad susjedi polude (2018–)

#### Telenovelas
- Zakon ljubavi (2008)
- Najbolje Godine (2009–2011)
- Pod sretnom zvijezdom (2011)
- Larin izbor (2011–2013)
- Zora dubrovačka (2013–2014)
- Kud puklo, da puklo (2014–2016)
- Zlatni dvori (2016–2017)
- Čista ljubav (2017–2018)

### Ausländische Serien
- Desperate Housewives
- Grey’s Anatomy
- Lost
- Major Crimes
- Paramparça
- Undateable

## Schwestersender Doma TV
Seit dem 2. Januar 2011 wird auch der Schwestersender Doma TV digital ausgestrahlt. Das Programm besteht meistens aus Seifenopern und anderen Serien- u Filminhalten. Doma TV versteht sich als Unterhaltungssender und richtet sich mit seinem Programm speziell an Frauen.

## Empfang
Nova TV wird verschlüsselt über den Satelliten Eutelsat 16A (16°Ost) auf der Frequenz 11.387 Horizontal-Symbolrate 30000-FEC 3/5-DVB S2, 8PSK im Paket Total TV Hrvatska ausgestrahlt.
Zudem kann das Programm über denselben Satelliten, ebenfalls verschlüsselt, auf der Frequenz 11.678 Horizontal-Symbolrate 30000-FEC 3/4-DVB-DVB S2, 8PSK in den Paketen MaxTV und A1 Croatia empfangen werden.
Das Programm ist unverschlüsselt landesweit in Kroatien über DVB-T2 zu empfangen.